# Nanguan (socken i Kina, Shandong)
Nanguan (kinesiska: 南关街道, 南关) är en socken i Kina. Den ligger i provinsen Shandong, i den östra delen av landet, omkring 190 kilometer öster om provinshuvudstaden Jinan. Antalet invånare är 55 883. Befolkningen består av 28 414 kvinnor och 27 469 män. Barn under 15 år utgör 12,0 %, vuxna 15-64 år 79 %, och äldre över 65 år 7,0 %.
Genomsnittlig årsnederbörd är 689 millimeter. Den regnigaste månaden är juli, med i genomsnitt 232 mm nederbörd, och den torraste är januari, med 10 mm nederbörd.